# Фируз ага джамия
Фируз ага джамия (на турски: Firuz Ağa Camii) е османска джамия от 15-и век в район Фатих в Истанбул, Турция. Построен е от Фируз ага, главният ковчежник на султан Баязид II. Мраморният саркофаг на Фируз ага се намира в комплекса на джамията. Джамията се намира в историческия център на град Истанбул на улица „Диван йолу”, в близост до други исторически забележителности като Султан Ахмед джамия, Света София и Йеребатан сарнъджъ.
|  | Тази страница частично или изцяло представлява превод на страницата Firuz Agha Mosque в Уикипедия на английски. Оригиналният текст, както и този превод, са защитени от Лиценза „Криейтив Комънс – Признание – Споделяне на споделеното“, а за съдържание, създадено преди юни 2009 година – от Лиценза за свободна документация на ГНУ. Прегледайте историята на редакциите на оригиналната страница, както и на преводната страница, за да видите списъка на съавторите. ВАЖНО: Този шаблон се отнася единствено до авторските права върху съдържанието на статията. Добавянето му не отменя изискването да се посочват конкретни източници на твърденията, които да бъдат благонадеждни. |